# سرمای شب می‌آید
سرمای شب می‌آید (انگلیسی: Cold Comes the Night) فیلمی در ژانر مهیج و جنایی است که در سال ۲۰۱۳ منتشر شد. از بازیگران آن می‌توان به آلیس ایو، برایان کرانستون و لوگان مارشال-گرین اشاره کرد.